# Digitalis thapsi
Digitalis thapsi är en grobladsväxtart som beskrevs av Carl von Linné. Digitalis thapsi ingår i släktet fingerborgsblommor, och familjen grobladsväxter. Inga underarter finns listade i Catalogue of Life.

## Bildgalleri

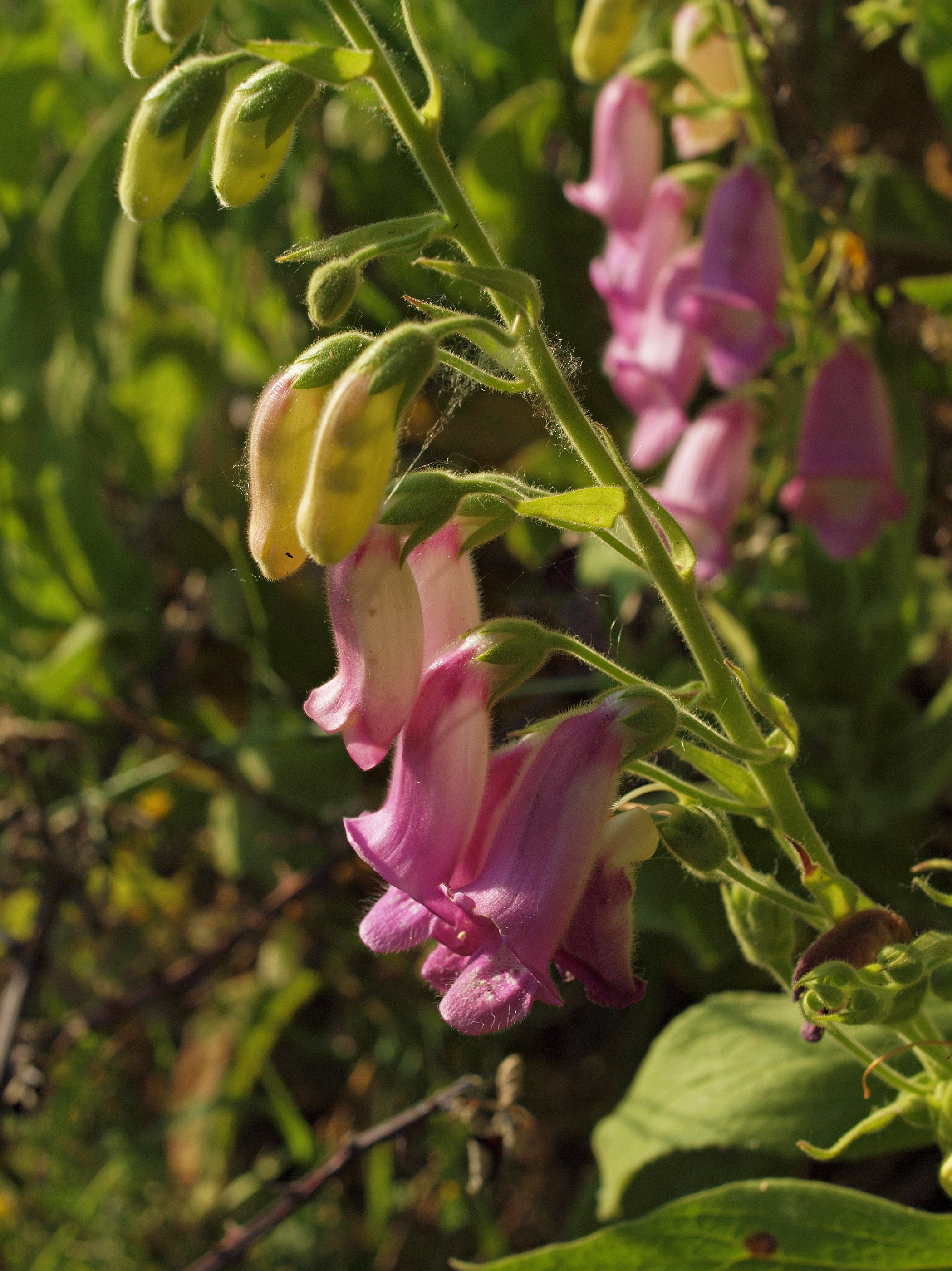